# Head to Toe
Head to Toe ist ein Lied von Lisa Lisa and Cult Jam aus dem Jahr 1987, das von Curt Bedeau, Gerry Charles, Hugh L. Clarke, Brian George, Lucien George und Paul George geschrieben wurde. Es erschien auf dem Album Spanish Fly und wurde von Full Force produziert.

## Geschichte
Der Text des Liedes ist als Liebeslied zu verstehen.
Die Veröffentlichung war am 31. März 1987, in den Vereinigten Staaten und Kanada war der Freestyle-Song ein Nummer-eins-Hit.
In einer Episode von Alle hassen Chris sang ihn Tonya Rock (gespielt von Imani Hakim).

## Kommerzieller Erfolg

### Chartplatzierungen
| ChartsChartplatzierungen       | Höchstplatzierung | Wochen |
| ------------------------------ | ----------------- | ------ |
| Vereinigte Staaten (Billboard) | 1 (20 Wo.)        | 20     |
| Vereinigtes Königreich (OCC)   | 82 (4 Wo.)        | 4      |

| ChartsJahrescharts (1987)      | Platzierung |
| ------------------------------ | ----------- |
| Vereinigte Staaten (Billboard) | 17          |

### Auszeichnungen für Musikverkäufe
| Land/Region               | Auszeichnungen für Musikverkäufe (Land/Region, Auszeichnung, Verkäufe) | Verkäufe |
| ------------------------- | ---------------------------------------------------------------------- | -------- |
| Vereinigte Staaten (RIAA) | Gold                                                                   | 500.000  |
| Insgesamt                 | 1× Gold ·                                                              | 500.000  |

## Coverversionen
- 1995: Atlantic Starr
- 2001: Big Mountain